# Campionat d'Europa de Futbol sub-21 de la UEFA 2011
El Campionat d'Europa sub-21 de la UEFA de 2011 va ser la 18a edició del Campionat d'Europa sub-21 de la UEFA. El torneig final es va disputar a Dinamarca entre l'11 i el 25 de juny de 2011.
La candidatura danesa va ser escollida pel Comitè Executiu de la UEFA el 10 de desembre de 2008 a Nyon, Suïssa. Aquesta oferta va derrotar l'altra oferta disponible, la d'Israel.
La classificació per al torneig final va tenir lloc entre març de 2009 i octubre de 2010.
Aquesta competició també va actuar com a classificatòria per als Jocs Olímpics d'estiu de 2012, amb 3 equips que es van classificar.
Espanya va guanyar el seu tercer títol després de derrotar Suïssa per 2-0 a la final.

## Selecció amfitriona

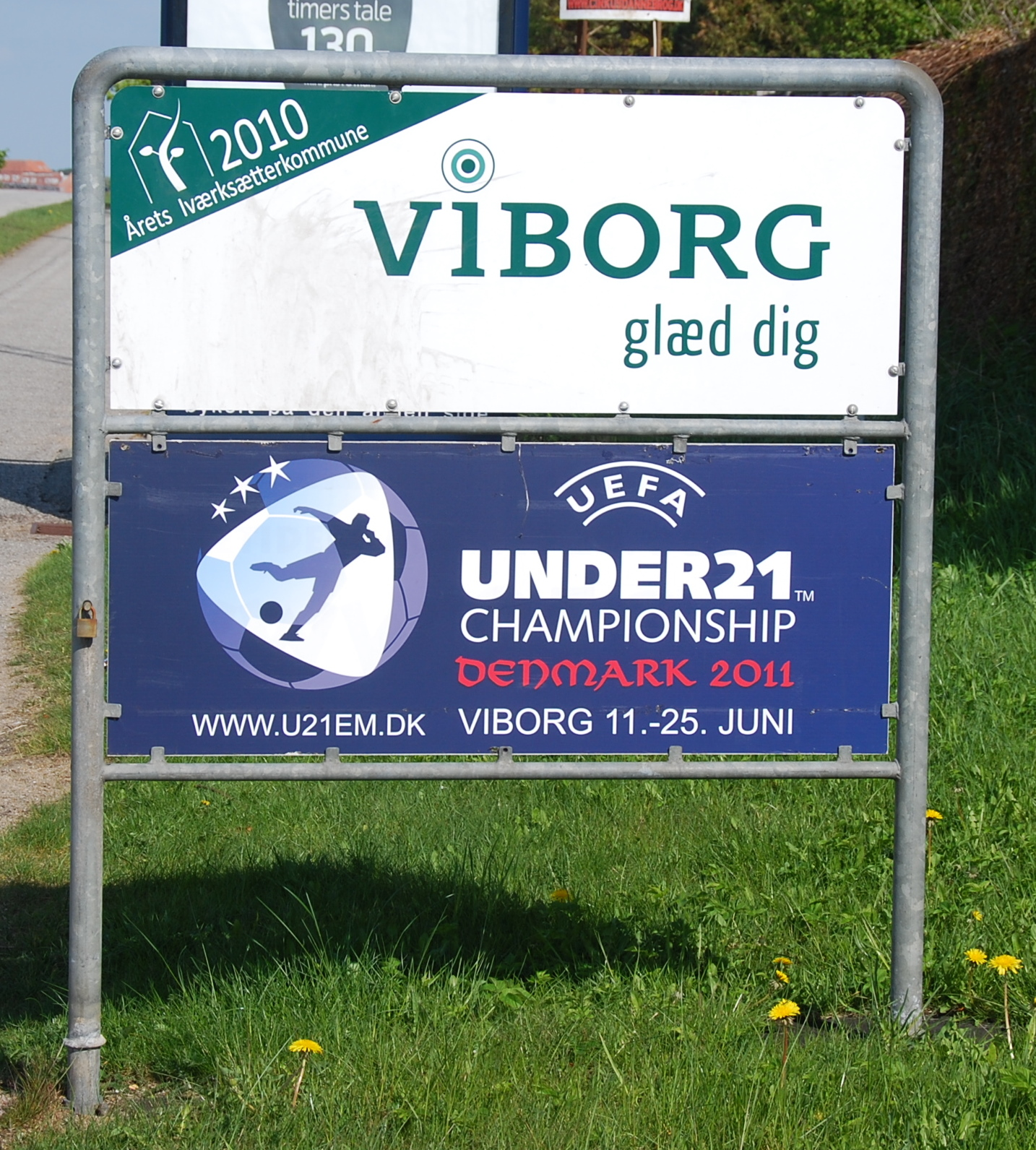
Senyal a Viborg

L'organització de l'esdeveniment va ser inicialment disputada per només dues candidatures: Dinamarca i Israel. Les ofertes es van presentar el 15 de juny de 2008.
Les ofertes es van inspeccionar entre juny i setembre de 2008, i es va lliurar un informe al Comitè de Competició de Seleccions a l'octubre. El comitè va discutir les ofertes el 27 de novembre de 2008 i va emetre una recomanació al Comitè Executiu de la UEFA, que va decidir el 10 de desembre de 2008 que Dinamarca acolliria la final.

## Qualificació
El sorteig de la fase de classificació del Campionat d'Europa sub-21 de la UEFA de 2011 va tenir lloc a Århus el 4 de febrer de 2009. El sorteig de classificació va determinar la composició de deu grups. En el sorteig de classificació es van formar deu grups que inclouen dues seccions de sis equips i vuit de cinc, mentre els equips persegueixen set llocs de la final al costat de l'amfitrió Dinamarca. Els pots de sorteig es formen a partir del rendiment anterior al torneig. Tots els grups contenien una nació dels cinc primers pots i dues seccions també incloïen un equip del pot 6. Les sis federacions europees que s'havien classificat per a la Copa del Món Sub-20 de la FIFA 2009 (Alemanya, Itàlia, República Txeca, Hongria, Espanya i Anglaterra) es van sortejar cadascuna en un dels sis grups de cinc equips.

### Jocs Olímpics d'estiu de 2012 i equip de la Gran Bretanya
El torneig es va utilitzar com a torneig europeu de classificació per als Jocs Olímpics d'estiu de 2012 a Londres amb els millors equips classificats per a Londres 2012. Les quatre federacions britàniques van entrar al procés de classificació com a entitats individuals, però no són elegibles per classificar-se per als Jocs Olímpics. Si un o més equips britànics s'haguessin classificat per al Campionat, i per passar la primera volta, es jugarien partits de play-off (com el 2007 quan Itàlia i Portugal es van enfrontar per l'últim lloc als Jocs Olímpics). Com que Gran Bretanya és la nació amfitriona dels Jocs Olímpics de 2012, té dret a un lloc automàtic a la competició. Això va causar polèmica ja que als Jocs Olímpics, Gran Bretanya competeix com a un únic país unificat, a diferència de les quatre nacions individuals en el futbol. Escòcia, Gal·les i Irlanda del Nord van registrar objeccions públiques a la idea d'un equip de Gran Bretanya als Jocs Olímpics, per por que posaria en perill el seu estatus independent a la UEFA i la FIFA. El 2009 es va arribar a un compromís pel qual Anglaterra presentaria un equip per al torneig, mentre que els altres tres no hi participarien, però no s'oposarien a la participació d'Anglaterra.

### Llista d'equips classificats
Els 8 equips següents es van classificar per al Campionat d'Europa sub-21 de la UEFA 2011
- Belarús
- Txèquia
- Dinamarca (Equip amfitrió)
- Anglaterra
- Islàndia
- Espanya
- Suïssa
- Ucraïna

## Seus
Els llocs del torneig estaven tots situats a Jutlàndia, als estadis ja existents a Aarhus, Aalborg, Herning i Viborg.
El 20 de setembre de 2010 es va anunciar que l'Aarhus Stadion acolliria la final. A més, l'Aalborg Stadion es va confirmar com a seu del partit inaugural i de l'eventual play-off de classificació olímpica. Les semifinals es van jugar als estadis de Herning i Viborg. També es va publicar que la selecció danesa jugaria tots els seus partits a Aalborg i Aarhus.
| Aarhus            | Aalborg           | Herning          | Viborg           |
| ----------------- | ----------------- | ---------------- | ---------------- |
| Aarhus Stadion    | Aalborg Stadion   | Herning Stadium  | Viborg Stadion   |
| Capacitat: 20,000 | Capacitat: 10,500 | Capacitat: 9,600 | Capacitat: 9,566 |
|                   |                   |                  |                  |

## Format

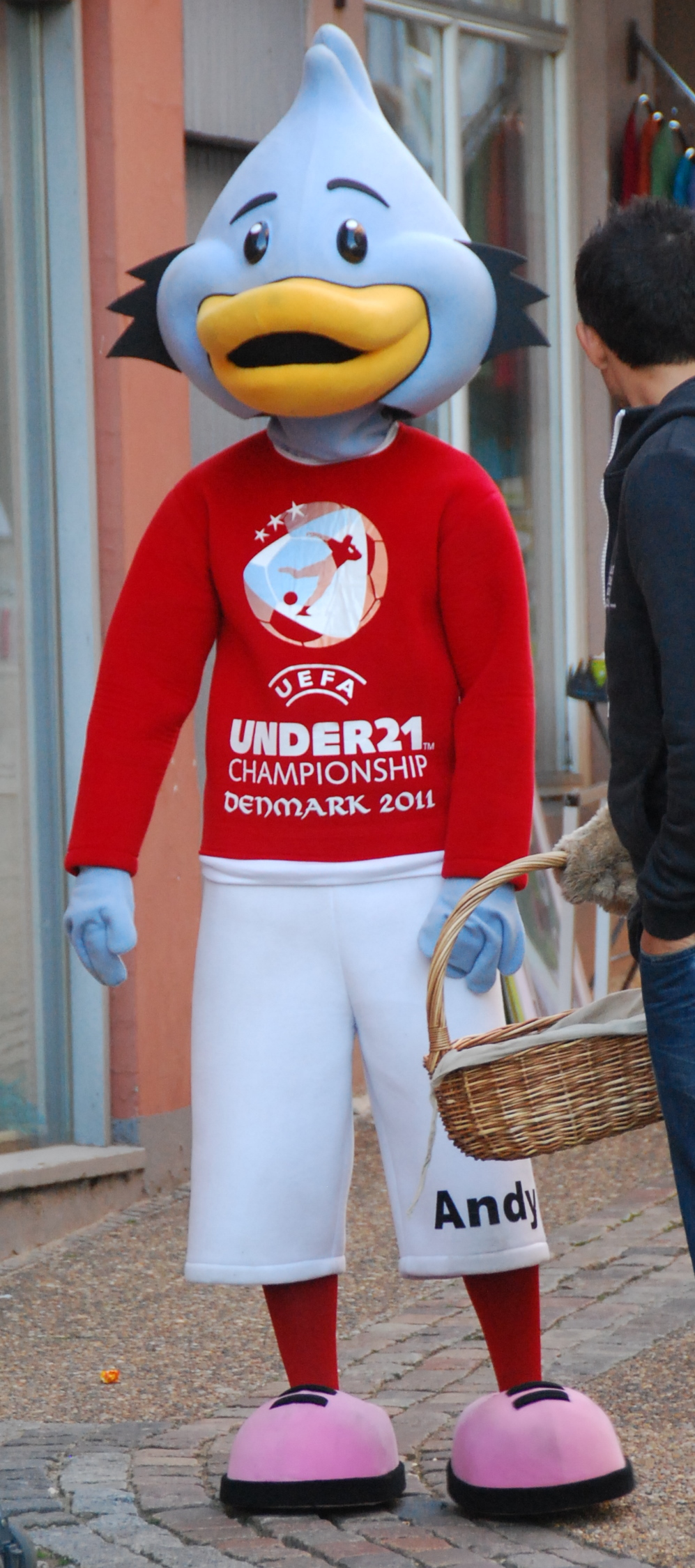
Andy, la mascota

El torneig final va constar de dos grups de quatre, amb els dos primers classificats de cadascun d'ells passant a les semifinals on es converteix en una competició eliminatòria. A les finals celebrades un any abans dels Jocs Olímpics d'estiu, el campionat també serveix de classificació per al Torneig Olímpic de Futbol.
Els jugadors eren elegibles per al Campionat d'Europa sub-21 de la UEFA de 2011 si van néixer l'1 de gener de 1988 o més tard.

## Quadre
El sorteig del torneig va tenir lloc el 9 de novembre de 2010 a l'Aalborg Congress & Culture Centre d'Aalborg.
De manera semblant als tornejos anteriors, els partits de cada grup s'han de celebrar en només dos estadis. Per al sorteig, els finalistes es van dividir en tres pots de classificació, basats en la mitjana de punts per partit en la fase de classificació, amb cada grup amb un equip dels pots 1 i 2, i dos equips del pot 3. Dinamarca, com a amfitriona, es va classificar primer automàticament.
| Pot 1                                                         | Pot 2                | Pot 3                                         |
| ------------------------------------------------------------- | -------------------- | --------------------------------------------- |
| - Dinamarca (assignat a A1) - República Txeca (assignat a B1) | - Espanya - Islàndia | - Anglaterra - Suïssa - Bielorússia - Ucraïna |

## Equips
Els equips per a l'Eurocopa sub-21 de 2011 estaven formats per 23 jugadors, com en l'anterior torneig de 2009. Només els jugadors nascuts a partir de l'1 de gener de 1988 eren elegibles per jugar.

## Àrbitres
L'abril de 2011 la UEFA va publicar una llista d'àrbitres, àrbitres assistents i quarts àrbitres per oficiar el torneig. Tots els àrbitres són àrbitres de categoria 1 o de categoria 2, respectivament el segon i el tercer nivell més alt dels àrbitres internacionals. Tots els àrbitres són designats perquè es consideren futurs àrbitres d'elit, per tant tots tenen entre 31 i 38 anys i, per tant, s'adhereixen a la filosofia sub-21 de ser el torneig de les estrelles de demà.
Els àrbitres
- Robert Schörgenhofer (Àustria)
- Paolo Tagliavento (Itàlia)
- Marijo Strahonja (Croàcia)
- Aleksandar Stavrev (Macedònia)
- Milorad Mažić (Sèrbia)
- Markus Strömbergsson (Suècia)

Quarts àrbitres
- Kenn Hansen (Dinamarca)
- Liran Liany (Israel)

## Desempats
Igual que a l'Eurocopa sub-21 de 2009: si dos o més equips tenen igualtat de punts en acabar els partits de grup, s'apliquen els criteris següents per determinar la classificació.
1. Major nombre de punts obtinguts en els partits de grups jugats entre els equips en qüestió
2. Diferència de gols superior als partits de grup jugats entre els equips en qüestió
3. Major nombre de gols marcats en els partits de grup jugats entre els equips en qüestió
4. Si després d'aplicar els criteris de l'1 al 4 a diversos equips, dos o més equips encara tenen la mateixa classificació, es tornaran a aplicar els criteris de l'1 al 4 per determinar la classificació d'aquests equips. Si aquest procediment no dona lloc a una decisió, s'aplicaran els criteris 5 i 6
5. Resultats de tots els partits del grup:
  1. Diferència de gols superior
  2. Major nombre de gols marcats
  3. Conducta de joc net
6. Sorteig de lots

## Fase de grups
El sorteig va tenir lloc el 9 de novembre de 2010 a Aalborg, Dinamarca. La primera volta va veure els vuit equips dividits en dos grups de quatre equips. Cada grup era un round-robin, on cada equip juga un partit contra tots els altres equips del seu grup. Els equips van rebre tres punts per una victòria, un punt per un empat i cap punt per una derrota. Els equips que van acabar primer i segon de cada grup es van classificar per a les semifinals.

### Grup A
En el grup A es van necessitar desempats per trencar l'empat a tres punts entre Bielorússia, Dinamarca i Islàndia. Bielorússia va avançar per una millor diferència de gols en els partits entre aquests tres.
| Equip     | Jug | G | E | P | GF | GC | DG | Pts |
| --------- | --- | - | - | - | -- | -- | -- | --- |
| Suïssa    | 3   | 3 | 0 | 0 | 6  | 0  | +6 | 9   |
| Belarús   | 3   | 1 | 0 | 2 | 3  | 5  | −2 | 3   |
| Islàndia  | 3   | 1 | 0 | 2 | 3  | 5  | −2 | 3   |
| Dinamarca | 3   | 1 | 0 | 2 | 3  | 5  | −2 | 3   |

| Equip     | Jug | G | E | P | GF | GC | DG | Pts |
| --------- | --- | - | - | - | -- | -- | -- | --- |
| Belarús   | 2   | 1 | 0 | 1 | 3  | 2  | +1 | 3   |
| Islàndia  | 2   | 1 | 0 | 1 | 3  | 3  | 0  | 3   |
| Dinamarca | 2   | 1 | 0 | 1 | 3  | 4  | −1 | 3   |

All times are UTC+2.
| Belarús                           | 2–0    | Islàndia |
| --------------------------------- | ------ | -------- |
| Varankow 77' (pen.) · Skavysh 87' | Report |          |

| Dinamarca | 0–1    | Suïssa      |
| --------- | ------ | ----------- |
|           | Report | Shaqiri 48' |

| Suïssa                 | 2–0    | Islàndia |
| ---------------------- | ------ | -------- |
| Frei 1' · Emeghara 40' | Report |          |

| Dinamarca                   | 2–1    | Belarús  |
| --------------------------- | ------ | -------- |
| Eriksen 22' · Jørgensen 71' | Report | Baha 20' |

| Islàndia                                           | 3–1    | Dinamarca  |
| -------------------------------------------------- | ------ | ---------- |
| Sigþórsson 58' · Bjarnason 60' · Valgarðsson 90+2' | Report | Kadrii 81' |

| Suïssa                                   | 3–0    | Belarús |
| ---------------------------------------- | ------ | ------- |
| Mehmedi 6' (pen.), 43' · Feltscher 90+3' | Report |         |

### Grup B

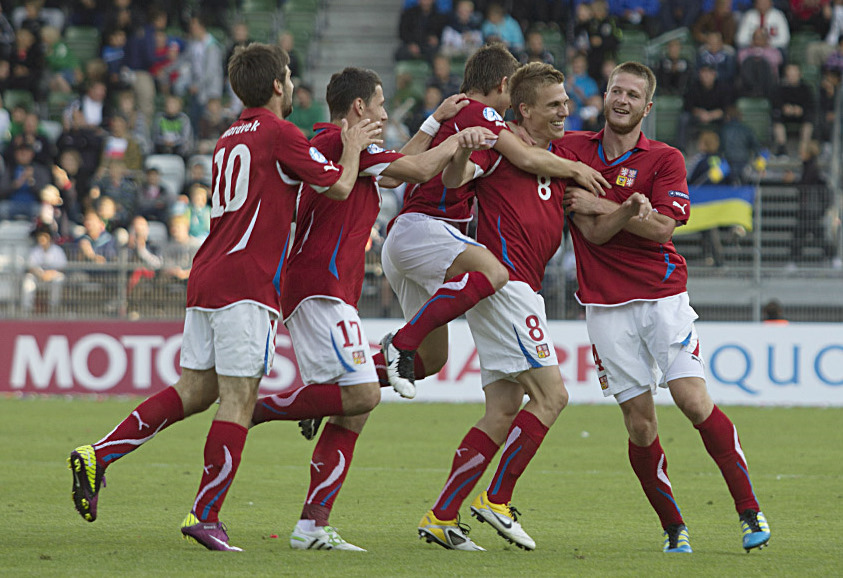
Jugadors de Txèquia després del gol de Bořek Dočkal pel 2–0 contra Ucraïna

| Equip      | Jug | G | E | P | GF | GC | DG | Pts |
| ---------- | --- | - | - | - | -- | -- | -- | --- |
| Espanya    | 3   | 2 | 1 | 0 | 6  | 1  | +5 | 7   |
| Txèquia    | 3   | 2 | 0 | 1 | 4  | 4  | 0  | 6   |
| Anglaterra | 3   | 0 | 2 | 1 | 2  | 3  | −1 | 2   |
| Ucraïna    | 3   | 0 | 1 | 2 | 1  | 5  | −4 | 1   |

All times are UTC+2.
| Txèquia         | 2–1    | Ucraïna   |
| --------------- | ------ | --------- |
| Dočkal 49', 56' | Report | Bilyi 87' |

| Espanya     | 1–1    | Anglaterra  |
| ----------- | ------ | ----------- |
| Herrera 14' | Report | Welbeck 88' |

| Txèquia | 0–2    | Espanya         |
| ------- | ------ | --------------- |
|         | Report | Adrián 27', 47' |

| Ucraïna | 0–0    | Anglaterra |
| ------- | ------ | ---------- |
|         | Report |            |

| Anglaterra  | 1–2    | Txèquia                       |
| ----------- | ------ | ----------------------------- |
| Welbeck 76' | Report | Chramosta 89' · Pekhart 90+4' |

| Ucraïna | 0–3    | Espanya                           |
| ------- | ------ | --------------------------------- |
|         | Report | Mata 10', 72' (pen.) · Adrián 27' |

## Fase eliminatòria

### Quadres eliminatoris
|  | Semifinals             | Semifinals       |   |                   | Final             | Final |
|  |                        |                  |   |                   |                   |       |
|  | 22 juny – Herning      |                  |   |                   |                   |       |
|  | Suïssa (temps afegit)  | 1                |   |                   |                   |       |
|  | Txèquia                | 0                |   |                   |                   |       |
|  |                        |                  |   |                   |                   |       |
|  |                        |                  |   |                   | 25 juny – Aarhus  |       |
|  |                        |                  |   |                   | Suïssa            | 0     |
|  |                        | Espanya          | 2 |                   |                   |       |
|  |                        |                  |   |                   |                   |       |
|  |                        |                  |   |                   |                   |       |
|  |                        |                  |   |                   | Play-off olímpic  |       |
|  | 22 juny – Viborg       | 22 juny – Viborg |   | 25 juny – Aalborg | 25 juny – Aalborg |       |
|  | Espanya (temps afegit) | 3                |   | Txèquia           | 0                 |       |
|  | Belarús                | 1                |   |                   | Belarús           | 1     |

### Semifinals
Els guanyadors es classifiquen per als Jocs Olímpics d'estiu de 2012.
| Espanya                         | 3–1 (temps afegit) | Belarús      |
| ------------------------------- | ------------------ | ------------ |
| Adrián 89', 105' · Jeffrén 113' | Report             | Varankow 38' |

| Suïssa       | 1–0 (pr.) | Txèquia |
| ------------ | --------- | ------- |
| Mehmedi 114' | Report    |         |

### Play-off per a les Olimpíades
El guanyador es classificava pels Jocs Olímpics de 2012.
| Txèquia | 0–1    | Belarús       |
| ------- | ------ | ------------- |
|         | Report | Filipenko 88' |

### Final
| Suïssa | 0–2     | Espanya                  |
| ------ | ------- | ------------------------ |
|        | Informe | Herrera 41' · Thiago 81' |

## Golejadors
5 gols
- Adrián

3 gols
- Admir Mehmedi

2 gols
- Andrey Varankow
- Bořek Dočkal
- Ander Herrera
- Juan Mata
- Danny Welbeck

1 gol
- Dzmitry Baha
- Egor Filipenko
- Maksim Skavysh
- Jan Chramosta
- Tomáš Pekhart
- Christian Eriksen
- Nicolai Jørgensen
- Bashkim Kadrii
- Birkir Bjarnason
- Kolbeinn Sigþórsson
- Hjörtur Logi Valgarðsson
- Thiago
- Jeffrén
- Innocent Emeghara
- Frank Feltscher
- Fabian Frei
- Xherdan Shaqiri
- Maksym Bilyi

## Equip del torneig
L'equip tècnic de la UEFA es va encarregar de nomenar un equip format pels 23 millors jugadors al llarg del torneig. El grup de nou analistes va veure tots els partits del torneig abans de prendre la seva decisió després de la final. Espanya, amb set, tenia la majoria de jugadors de l'equip.
Equip de la UEFA del Torneig
| Porters      | Defenses           | Migcampistes      | Davanters           |
| David de Gea | Chris Smalling     | Christian Eriksen | Admir Mehmedi       |
| Yann Sommer  | Kyle Walker        | Marcel Gecov      | Xherdan Shaqiri     |
| Tomáš Vaclík | Dídac Vilà         | Ander Herrera     | Adrián              |
|              | Timm Klose         | Javi Martínez     | Juan Mata           |
|              | Jonathan Rossini   | Thiago            | Kolbeinn Sigþórsson |
|              | Yaroslav Rakitskiy | Mikhail Sivakov   | Daniel Sturridge    |
|              | Nicolai Boilesen   |                   |                     |
|              | Ondřej Čelůstka    |                   |                     |